# 1044년

## 연호
- 북송(北宋) 경력(慶曆) 4년
- 요(遼) 중희(重熙) 13년
- 일본(日本) 조큐(長久) 5년 / 간토쿠(寛徳) 원년
- 서하(西夏) 천수예법연조(天授禮法延祚) 7년
- 리 왕조(李朝) 민다오(明道) 3년 / 티엔깜타인부(天感聖武) 원년

## 기년
- 고려(高麗) 정종(靖宗) 10년
- 북송(北宋) 인종(仁宗) 22년
- 요(遼) 흥종(興宗) 14년
- 서하(西夏) 경종(景宗) 13년
- 리 왕조(李朝) 태종(太宗) 17년

## 사건
- 고려, 천리장성 완공.

## 탄생
- 카스티야의 귀족, 장군, 외교관 엘 시드